# Rádio Táxi (álbum de 1983)
Radio Taxi é o segundo álbum de carreira do grupo Radio Taxi, sendo este o último com a formação original (após o lançamento do disco, o vocalista Willie de Oliveira deixou o grupo e foi substituído por Maurício Gasperini) e responsável pela consagração definitiva do grupo. Produzido por Luiz Carlos Maluly (do lendário grupo Lee Jackson), o álbum foi lançado em luxuosa capa dupla, que trazia a foto dos integrantes sobre um fundo azul. 
Entre os sucessos do disco estão "Com o Rádio Ligado", "Sanduíche de Coração" (tema de abertura da novela Pão Pão, Beijo Beijo, da Rede Globo) e "Eva" (versão de uma canção homônima do italiano Umberto Tozzi, posteriormente regravada pela Banda Eva). Contam os integrantes do grupo que a gravação desta faixa foi uma imposição da gravadora.
"Convite ao Prazer" já havia sido gravada pelo grupo "Gang 90 e as Absurdettes", no primeiro álbum da banda de 1983, tendo esta gravação contado com a participação de integrantes do Radio Taxi. A música é uma composição de Júlio Barroso em parceria com Taffo e Marcucci.

## Faixas
Lado A
| N.º | Título               | Compositor(es)                               | Duração |  |
| 1.  | "Com o Rádio Ligado" | Sérgio Mielniczenko                          |         |  |
| 2.  | "Luna Caliente"      | Wander Taffo/Lee Marcucci/Bernardo Vilhena   |         |  |
| 3.  | "Mil Beijos"         | Wander Taffo/Lee Marcucci/Bernardo Vilhena   |         |  |
| 4.  | "Coisa de Louco"     | Wander Taffo/Lee Marcucci                    |         |  |
| 5.  | "Radio Taxi"         | Wander Taffo/Lee Marcucci/Willye de Oliveira |         |  |

Lado B
| N.º | Título                 | Compositor(es)                          | Duração |  |
| 1.  | "Filho da Mãe"         | Wander Taffo/Lee Marcucci               |         |  |
| 2.  | "Sanduíche de Coração" | Wander Taffo/Lee Marcucci               |         |  |
| 3.  | "Eva"                  | Bigazzi/Tozzi - Versão: M. Ficoreli     |         |  |
| 4.  | "Bailarina"            | Wander Taffo/Lee Marcucci               |         |  |
| 5.  | "Convite ao Prazer"    | Wander Taffo/Lee Marcucci/Julio Barroso |         |  |

## Músicos
- Willie de Oliveira (voz)
- Wander Taffo (guitarra)
- Lee Marcucci (baixo)
- Gel Fernandes (bateria)